# Chelifera giraudae
Chelifera giraudae är en tvåvingeart som beskrevs av Vaillant 1981. Chelifera giraudae ingår i släktet Chelifera och familjen dansflugor.
Artens utbredningsområde är Frankrike. Inga underarter finns listade i Catalogue of Life.